# Distrito electoral de Waterloo (condado de Douglas, Nebraska)
Waterloo (en inglés: Waterloo Precinct) es un distrito electoral ubicado en el condado de Douglas en el estado estadounidense de Nebraska. En el Censo de 2010 tenía una población de 2487 habitantes y una densidad poblacional de 29,58 personas por km².

## Geografía
Waterloo se encuentra ubicado en las coordenadas 41°15′13″N 96°19′5″O / 41.25361, -96.31806. Según la Oficina del Censo de los Estados Unidos, Waterloo tiene una superficie total de 84.07 km², de la cual 76.15 km² corresponden a tierra firme y (9.42%) 7.92 km² es agua.

## Demografía
Según el censo de 2010, había 2487 personas residiendo en Waterloo. La densidad de población era de 29,58 hab./km². De los 2487 habitantes, Waterloo estaba compuesto por el 97.1% blancos, el 0.28% eran afroamericanos, el 0.48% eran amerindios, el 0.8% eran asiáticos, el 0.08% eran isleños del Pacífico, el 0.36% eran de otras razas y el 0.88% pertenecían a dos o más razas. Del total de la población el 2.41% eran hispanos o latinos de cualquier raza.